# Vailly-sur-Aisne
Vailly-sur-Aisne – miejscowość i gmina we Francji, w regionie Hauts-de-France, w departamencie Aisne.
Według danych na styczeń 2014 roku gminę zamieszkiwało 2115 osób, a gęstość zaludnienia wynosiła 212,6 osób/km².